# 遠笠山固定局
遠笠山固定局（とおがさやまこていきょく）は、静岡県伊豆市と東伊豆町をまたがる遠笠山にある無線通信の中継施設群。

## 概要
標高1,197mの遠笠山山頂付近に、主に静岡県内のテレビ局の固定局が設置されている。主な用途は、中継車やヘリコプターから伝送された映像・音声を日本平デジタルタワー経由で各放送局へ中継する役割を持っている。また、放送事業用無線基地局の役割もあるほか、他の通信事業者なども中継局を設置している。
設置の経緯と歴史
静岡放送50年史（静岡放送、以下SBSと表記）によると、設置のきっかけとしては、1986年（昭和61年）2月のホテル大東館火災や同年4月の河津町峰温泉旅館火災、同年11月の伊豆大島三原山噴火など、事故が相次いだことによる。
現地からの生中継をするためには、マイクロ波の中継点を見通しの良い場所に設営する必要があり、東伊豆エリアにおいてはその都度、遠笠山山頂に臨時マイクロ中継点を設営して対応していた。またSBSにおいては伊豆半島南部での取材映像の伝送をマイクロ波ではなく、旧国鉄の鉄道輸送に頼っていたものの、これが廃止されたため、素材伝送に苦慮していた。これらの解決を目的として、系列キー局である東京放送（当時、以下TBSと表記）と連携して遠笠山への無線中継所設置を計画したという。
遠笠山山頂は宗教法人霊友会の私有地であり、国立公園第一種特別地域であることから建築物の設置には厳しい制約があったという。建設には土地所有者である霊友会はもとより、当時の環境庁の許可が必要とされ、複数回の説明や書類提出を経て1987年（昭和62年）6月1日に建設が正式許可。すぐに工事に入り同年11月に完成、直ちに運用が開始された。同固定局の設置に際してはSBSとTBSが主導的役割を果たしたこともあって、在京テレビ局としてはTBSがいち早く同所の使用を開始しており、同固定局の設置とほぼ同時に伊豆大島にも固定局を設置（TBSが設置、局舎はSBSと共用）。遠笠山と伊豆大島の固定局2箇所で神奈川県西部沿岸部から伊豆半島東部、南部を幅広くカバーしている。
その後、NHKを含めた在静テレビ各局などが順次同所に中継局を設置、現在に至っている。

## 利用企業・団体

### 放送局
2社共同鉄塔
- NHK静岡放送局
- 静岡放送（SBS）1987年11月運用開始

3社共同鉄塔
- テレビ静岡（SUT）1988年春運用開始
- 静岡朝日テレビ（SATV）1988年5月運用開始[2]
- 静岡第一テレビ（SDT）

その他
- TBSテレビ　1987年11月運用開始

### 放送局以外・その他
- 東伊豆地域振興協会
- アマチュア無線レピータ局 JP2YDH